# Prima invasione mongola dell'Ungheria
La prima invasione mongola dell'Ungheria ebbe inizio nel marzo 1241 e si concluse tra la fine del marzo 1242 e il mese successivo.

## Contesto storico

### Invasione mongola dell'Europa
Gli ungheresi avevano appreso per la prima volta della minaccia mongola nel 1229, quando il re Andrea II aveva concesso asilo ad alcuni boiardi rus' in fuga. Quando avvenne la conquista magiara del bacino dei Carpazi, verso la fine del IX secolo, alcuni Ungari decisero di rimanere sulle rive del Volga superiore (i discendenti di questo gruppo sono ritenuti da alcuni gli odierni baschiri, anche se quel popolo si esprime in una lingua turca, non magiara). Nel 1237, un frate domenicano, tale Giuliano, partì per una spedizione verso est nel tentativo di raggiungere la Magna Hungaria, indietro e tornò dal re Béla con una lettera di Batu Khan. In questa lettera, quest'ultimo invitava il re ungherese a cedere il suo regno incondizionatamente alle forze tartare, altrimenti sarebbe stato attaccato. Béla non rispose e il khan decise di inviare altri due messaggi alla corte dell'Ungheria. Il primo, nel 1239, fu recapitato dalle tribù sconfitte dei Cumani che chiesero e ricevettero asilo nel regno magiaro. Il secondo fu inviato nel febbraio 1241 dai principi polacchi sconfitti nel corso della prima invasione mongola della Polonia.

### Rifugiati cumani
Dopo la loro sconfitta nel 1239, poco dopo l'invasione mongola della Rus' di Kiev, molte tribù cumano-kipčake furono cacciati dalla loro steppa più a ovest o a sud. Una di esse era guidata da un khan di nome Köten, che come riferisce Ruggero di Puglia era a capo di un gruppo di 40 000 familias (un termine latino con molteplici significati) in Ungheria. Benché alcuni storici interpretano la parola nel senso letterale, lo storico ungherese András Pálóczi-Horváth ritiene che la terra su cui i Cumani speravano di stabilirsi poteva ospitare soltanto 17 000 famiglie, ragion per cui si dovrebbe credere che Köten stesse guidando 40 000 persone in totale. Köten chiese asilo nel vicino regno d'Ungheria e il re rispose che li avrebbe accolti se essi avessero abbracciato il cattolicesimo e lo avessero riconosciuto come loro signore, prestando servizio militare.
Köten accettò le condizioni proposte da Béla, promettendo di convertirsi al cristianesimo e combattere i mongoli (gli ungheresi li chiamavano "tartari"). Il re diede loro subito il permesso di stabilirsi nelle pianure lungo il fiume Tibisco. Tuttavia, i Cumani, abituati a uno stile di vita nomade basato sulle incursioni, si scontrarono presto con la popolazione sedentaria dell'Ungheria. Si segnalarono subito dopo infatti casi di rapine e stupri da parte dei Cumani, ma Béla si rifiutò spesso di punire queste trasgressioni, poiché non voleva scatenare un conflitto con i Cumani in vista di un'invasione mongola. Gli abitanti ungheresi finirono per ritenere i Cumani al servizio delle tribù mongole.

## L'invasione

### Schieramento delle forze mongole
Furono cinque le diverse armate mongole predisposte per invadere l'Ungheria nel 1241. L'esercito principale, comandato da Batu e Subutai, attraversò il passo Verecke, mentre i soldati comandati da Kadan e Büri varcarono il passo Tihuţa. Due contingenti minori guidate da Böchek e dal noyan Bogutai fecero il loro ingresso nel regno magiaro da sud-est. L'esercito che aveva organizzato la prima invasione della Polonia sotto il comando di Orda e Baidar invase l'Ungheria da nord-ovest.

### La campagna
Il duca Federico II d'Austria, arrivato su richiesta di Béla per assisterlo nella lotta contro gli invasori, sconfisse un piccolo contingente mongolo vicino a Pest. Egli riuscì a fare alcuni prigionieri, compresi i Cumani delle steppe eurasiatiche che erano stati costretti a unirsi ai Mongoli. Quando i cittadini di Pest si resero conto della presenza dei Cumani nell'esercito invasore, si verificarono degli episodi di isteria di massa. I cittadini accusarono Köten e i Cumani al suo seguito di cooperare con il nemico, con il risultato che scoppiò una rivolta che portò la folla ungherese ad aggredire i nuovi arrivati nel regno. Non è noto se durante questi frangenti Köten morì perché fu vittima dei rivoltosi o perché si suicidò. Dopo aver appreso del destino di Köten, i suoi Cumani decisero di andarsene dall'Ungheria e distrussero molti villaggi sulla strada verso la penisola balcanica.

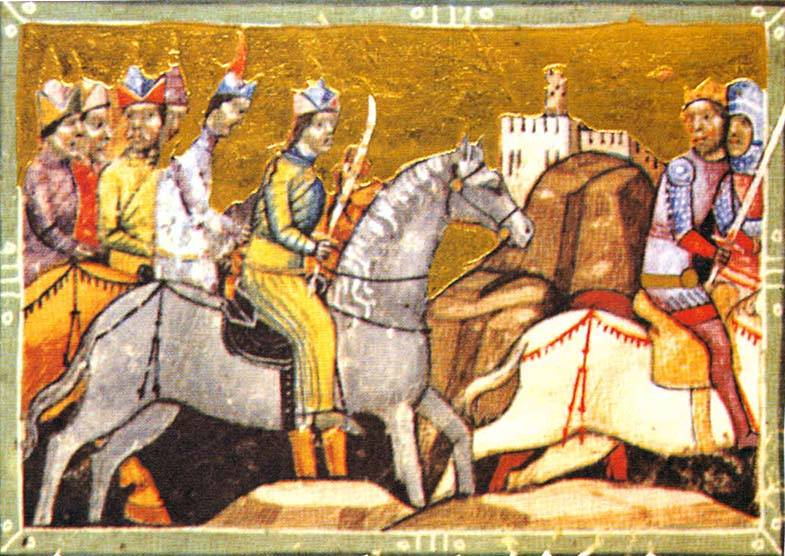
I Mongoli inseguono Béla dopo la sua catastrofica sconfitta nella battaglia di Mohi l'11 aprile 1241. Miniatura tratta dalla Chronica Picta

Con la partenza dei Cumani, Béla perse i suoi alleati più preziosi, considerando che rimane in grado di allestire al massimo un esercito che non raggiungeva le 60 000 unità. Le armate ungheresi erano mal addestrate e i suoi comandanti, spesso e volentieri gli aristocratici che avevano subito delle privazioni per via della politica restrittiva di Béla, «avrebbero preferito la sconfitta del re, in modo tale da ricambiare il dolore». L'esercito ungherese fu praticamente annientato nel corso della battaglia di Mohi sul fiume Sajó l'11 aprile 1241. Un grande numero di signori, prelati e nobili ungheresi furono uccisi e lo stesso Béla riuscì a scampare per miracolo dal campo degli scontri. Durante la sua fuga, si spostò da Nitra a Presburgo (oggi Bratislava, in Slovacchia). I Mongoli trionfanti occuparono e devastarono la maggior parte delle terre a est del Danubio entro la fine di giugno.
Su invito del duca Federico II d'Austria, Béla si recò a Hainburg an der Donau. Tuttavia, anziché aiutare Béla, il duca lo costrinse a cedere tre comitati (molto probabilmente Locsmánd, Pozsony e Sopron). Da Hainburg, Béla fuggì a Zagabria e inviò varie lettere a papa Gregorio IX, all'imperatore Federico II di Svevia, a re Luigi IX di Francia e ad altri monarchi dell'Europa occidentale, esortandoli a inviare rinforzi in Ungheria. Nella speranza di ottenere un aiuto militare, in giugno accettò persino di cedere la sovranità della sua terra all'imperatore Federico II. Il papa proclamò una crociata contro i Mongoli, ma nessun rinforzò arrivò mai in Ungheria.
I Mongoli, che avevano deciso di trascorrere l'inverno tra 1241 e 1242 nella grande pianura ungherese, attraversarono il Danubio ghiacciato all'inizio del 1242 e un distaccamento mongolo al comando di Kadan, figlio del grande khan Ögödei, inseguì Béla di città in città in Dalmazia. In cerca di un luogo sicuro dove poter resistere, Béla si rifugiò nella ben fortificata Traù.

### Ritirata dei mongoli
Prima che Kadan prendesse di mira la città di Traù a marzo, arrivò una notizia che interruppe la campagna mongola, ovvero la morte del Gran Khan Ögedei l'11 dicembre 1241. Alla fine di marzo del 1242 iniziarono a ritirarsi in Mongolia affinché i comandanti principali potessero essere presenti per l'elezione di un nuovo Gran Khan. Quest'informazione è attestata da una fonte primaria: la Historia Mongalorum di Giovanni da Pian del Carpine, il quale, dopo aver visitato la corte mongola, afferma che gli asiatici si ritirarono proprio per il motivo sopra esposto; inoltre, sostiene che Dio aveva causato la morte del Gran Khan per proteggere la cristianità latina. Tuttavia, Rashid Al-Din, un anziano ministro e storico mongolo dell'Ilkhanato, afferma espressamente che Batu non sapeva nulla della morte di Ogedei quando decise di ritirarsi. Egli afferma che essi si ritirarono dall'Ungheria per sedare una ribellione cumana e poi lasciarono l'Europa più tardi, nel 1242, perché ritenevano di aver portato a termine la loro missione, non per l'influenza di una causa esterna. Rashid fornì alcuni dettagli dedicati alle azioni mongole in Europa quando scrisse la storia dell'Ilkhanato. Inoltre, come sottolinea lo storico John Andrew Boyle, la sezione in cui Rashid parla della ritirata mongola dall'Europa centrale ha un'ortografia che indica che egli ha preso questa versione degli eventi direttamente dai precedenti documenti mongoli. Secondo il resoconto di Carpini, il messaggero che riferì le notizie avrebbe viaggiato dalla Mongolia all'Europa centrale in poco più di tre mesi in pieno inverno. Lo stesso Carpini aveva accompagnato un gruppo di mongoli in un viaggio molto più breve (da Kiev alla Mongolia) durante l'estate e l'autunno del 1246, in cui il gruppo «viaggiava a grande velocità» per arrivare in tempo alla cerimonia di elezione, e utilizzava diversi cavalli per persona, poiché viaggiava quasi tutto il giorno e la notte. Ci vollero cinque mesi.
La Storia di Yuan non menziona alcun motivo particolare per il ritiro, ma non riferisce affatto che Batu cercò di partecipare a un kurultai, ovvero al procedimento elettivo del gran khan, e fu convinto a parteciparvi da Subutai solo nell'anno 1244, molto tempo dopo aver lasciato l'Ungheria. Le vere ragioni del ritiro dei Mongoli non sono del tutto note, ma sono state avanzate molte spiegazioni plausibili. L'invasione mongola si era impantanata in una serie di assedi costosi e frustranti, in cui aveva ottenuto pochi bottini e incontrato una forte resistenza. Nonostante le vittorie, le perdite risultarono notevoli e, mentre erano impegnati in Europa, esplose nel loro impero una ribellione cumana nelle odierne Russia meridionale e il Caucaso (Batu tornò per affrontarla e vi trascorse circa un anno). Un'altra teoria lega il ritiro al clima dell'Europa; l'Ungheria era un territorio molto esposto alle alluvioni in quel frangente storico. Un'analisi dendrocronologica effettuata dai ricercatori moderni ha scoperto che l'Ungheria sperimentò un inverno freddo e umido all'inizio del 1242 (evento che contribuì alla carestia), probabilmente trasformando la pianura centrale ungherese in un'enorme palude. In mancanza di zone di pastura per i loro cavalli, i mongoli avrebbero scelto di tornare in Russia alla ricerca di aree migliori.
Qualunque fossero state le ragioni, a metà del 1242 i Mongoli si erano completamente ritirati dall'Europa centrale, anche se in quel periodo continuavano a scagliare delle campagne militari in Occidente, in particolare in Anatolia, fino al 1243. Dopo il ritiro delle truppe mongole, Subutai fu riassegnato da Guyuk nel territorio della dinastia Song e morì di vecchiaia nel 1248.

## Conseguenze

### Devastazione dell'Ungheria
Gli effetti dell'invasione mongola furono tremendi nel regno d'Ungheria e il danno peggiore fu patito stato nelle regioni di pianura, dove il 50-80% degli insediamenti finì distrutto. La combinazione dei massacri perpetrati dagli stessi mongoli, le carestie indotte dal loro foraggiamento e la contemporanea devastazione delle campagne da parte dei Cumani in fuga ha provocato una perdita stimata del 15-25% della popolazione ungherese, (circa 300 000-500 000 persone in totale). Gli unici luoghi che resistettero agli assalti mongoli furono circa ottanta luoghi fortificati, compresi tutti i pochi castelli in pietra del regno; tra questi si segnalano Strigonio, Albareale e l'Abbazia di Pannonhalma. Tuttavia, si trattava di casi rari; un cronista tedesco nel 1241 faceva notare come in Ungheria «quasi nessuna città disponeva della protezione di mura o fortezze», rendendo la maggioranza delle aree aggredite estremamente vulnerabili.

### Reazione dell'Occidente
Mentre il re si teneva informato della situazione nel resto del Paese, tentò più volte di contattare altri governanti europei in cerca di aiuto, tra cui lo Stato pontificio, il Sacro Romano Impero e il re di Francia. Nessuno di loro si dimostrò disposto a fornire un supporto significativo all'Ungheria, né durante né dopo l'invasione. Papa Gregorio XI invocò una crociata contro i mongoli, scrisse a numerosi principi tedeschi spronandoli a radunare le loro forze e ordinò al clero di proteggere il re magiaro e i suoi sudditi se fossero stati costretti ad abbandonare il regno. Tuttavia, avvertì il monarca ungherese che era improbabile che una qualche forma di aiuto si concretizzasse fintanto che l'imperatore del Sacro Romano Impero sarebbe rimasto ostile alla Chiesa.
La sua previsione si rivelò profetica, poiché pur avendo il Sacro Romano Impero preso parte alla lotta contro i mongoli, giocò un ruolo marginale contro piccoli contingenti giunti in Boemia, Moravia, Baviera e Austria. L'imperatore Federico II di Svevia, nella sua lettera di avvertimento alla cristianità, sottolineò con preoccupazione le minacce che l'Europa orientale stava partendo, ma strumentalizzò la segnalazione contro il papato. Malgrado le incomprensioni, Federico era ben consapevole della pericolosità rappresentata dagli asiatici. Anche prima della convocazione del papa, l'imperatore Federico II e suo figlio, Corrado IV, chiesero un Landfrieden in tutta la Germania. Corrado ordinò ai principali nobili di mobilitare i loro eserciti, mentre Federico II impose loro di rafforzare le loro difese. Gli stati del Sacro Romano Impero tentarono di ostacolare i Mongoli costringendoli ad assediare migliaia di castelli e città fortificate e a farli dividere, piuttosto che dare luogo a infruttuose battaglie campali come era capitato in Ungheria e Polonia. Una lettera scritta dall'imperatore Federico II, ritrovata nella Regesta Imperii, datata 20 giugno 1241 e indirizzata a tutti i suoi vassalli in Svevia, Austria e Boemia, conteneva una serie di specifiche istruzioni militari. Le sue forze dovevano evitare di impegnare i soldati mongoli in campo aperto, accumulare tutte le riserve di cibo in ogni fortezza e forte e armare ogni possibile cittadino per combattere. Il duca Federico d'Austria spese varie risorse economiche per rinforzare i castelli dislocati lungo i confini. In Boemia, il re Venceslao I fortificò ogni castello e riempì di soldati e armi ai monasteri per trasformarli in rifugi sicuri per la popolazione civile. Alla fine, questi preparativi non furono necessari, poiché i soldati mongoli non pianificarono mai una campagna su larga scala ai danni del Sacro Romano Impero. Benché ebbero luogo delle incursioni e degli assedi mongoli nei confini orientali e meridionali del Sacro Romano Impero sulla scia delle loro vittorie in Polonia e Ungheria, le istruzioni di Federico trovarono applicazione e facilitarono le vittorie.
Il duca d'Austria e Stiria, Federico I, approfittò del caos dell'invasione per occupare tre comitati ungheresi che in seguito fortificò. Durante la seconda metà del 1242, dopo il ritiro mongolo, i magiari radunarono le truppe rimaste e invasero i comitati presi d'assalto. I successivi nei successivi quattro anni furono pochi fino alla battaglia del fiume Leita, conclusasi con una vittoria pirrica degli austriaci.

### Riforme ungheresi e future incursioni

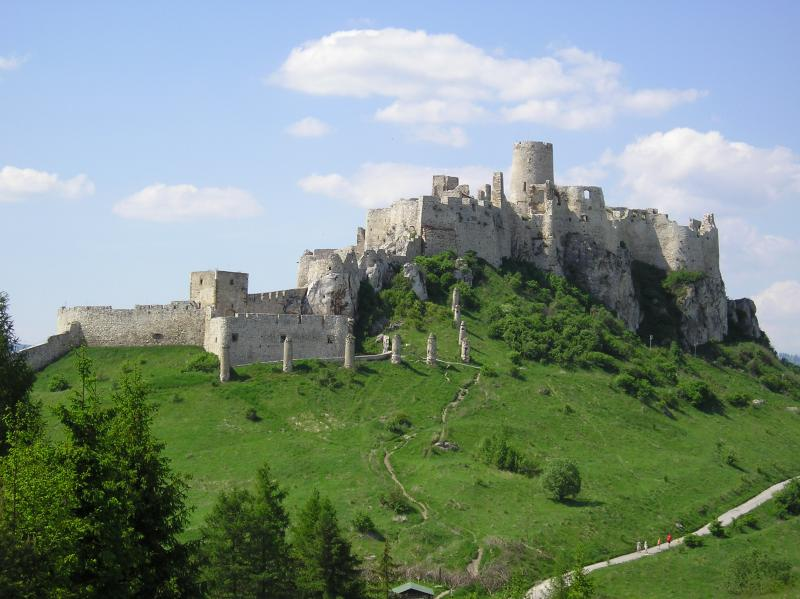
Il castello di Spiš, realizzato dopo la prima invasione dei mongoli

Sebbene devastato, il regno d'Ungheria non subì mutamenti territoriali. Un anno dopo il ritiro mongolo, i tre comitati più occidentali (Moson, Sopron e Vas) estorti come riscatto dal duca Federico d'Austria furono riconquistati e una rivolta locale in Slavonia venne repressa nel giro di poco tempo. Nei decenni successivi, i khan dell'Orda d'Oro chiesero ripetutamente la sottomissione dell'Ungheria; per esempio, Berke chiese una volta nel 1259 e ancora nel 1264 che l'Ungheria diventasse parte del suo impero e contribuisse con il suo esercito alla prevista invasione dell'Europa centrale in cambio dell'esenzione dalle tasse e di una quota del bottino, ma quelle richieste furono sempre ignorate. La minaccia di un'altra invasione mongola, questa volta presa sul serio, rese più compatto lo Stato e diede impulso al vasto programma di ammodernamento delle difese ungheresi di Béla IV, in particolare la costruzione di nuovi castelli in pietra (quarantaquattro nei successivi dieci anni) e il rilancio dell'esercito, compreso l'aumento del numero di cavalieri e cavalleria pesantemente armata nell'esercito reale. Béla IV è oggi ritenuto un sovrano dalla grande rilevanza storia magiara, in parte proprio per via di questo processo di costruzione. Questi miglioramenti diedero frutti nel 1285, quando Nogai Khan tentò un'invasione del paese (le incursioni lungo il confine erano state frequenti negli anni successivi, ma l'attacco di Nogai fu la prima grande invasione dal 1242). In quel caso, l'invasione fu rapidamente sconfitta, così come altri attacchi avvenuti poco tempo dopo.

### Fonti primarie
- (EN) Epistola super destructione Regni Hungariae per Tartaros facta, in Anonymus and Master Roger, traduzione di János M. Bak, CEU Press, 2010, ISBN 978-963-9776-95-1.
- Giovanni da Pian del Carpine, Storia dei Mongoli, in Christopher Dawson (a cura di), The Mission to Asia, Londra, Sheed and Ward, 1955.
- Ruggero di Puglia, Carmen miserabile: L'invasione dei Mongoli in Europa, a cura di Giancarlo Ardonna, traduzione di Jennifer Radulović, Marietti 1820, 2020, ISBN 978-88-21-19732-1.
- (EN) Rashid al-Din Hamadani, The Successors of Genghis Khan, traduzione di John Andrew Boyle, Columbia University Press, 1971, ISBN 0-231-03351-6.

### Fonti secondarie
- (EN) Bryan Cartledge, A History of Hungary, C. Hurst & Co, 2011, ISBN 978-1-84904-112-6.
- (EN) Florin Curta, Southeastern Europe in the Middle Ages, 500-1250, Cambridge, Cambridge University Press, 2006, ISBN 978-0-511-81563-8.
- (EN) Pál Engel, The Realm of St Stephen: A History of Medieval Hungary, 895-1526, I.B. Tauris Publishers, 2001, ISBN 1-86064-061-3.
- (HU) Géza Érszegi e László Solymosi, Az Árpádok királysága, 1000-1301 [La Monarchia degli Arpadi, 1000-1301], in László Solymosi, Magyarország történeti kronológiája, I: a kezdetektől 1526-ig [Cronologia Storica dell'Ungheria, Volume I: Dalle Origini al 1526], Akadémiai Kiadó, 1981,  pp. 79-187, ISBN 963-05-2661-1.
- (EN) Peter Jackson, The Mongols and the West: 1221-1410, Routledge, 2014, ISBN 978-13-17-87899-5.
- (HU) Gyula Kristó, Háborúk és hadviselés az Árpádok korában [Guerre e Tattiche nell'Epoca degli Arpadi], Szukits Könyvkiadó, 2003, ISBN 963-9441-87-2.
- (EN) László Makkai, Transformation into a Western-type state, 1196-1301, in Peter F. Sugar, Péter Hanák e Tibor Frank, A History of Hungary, Indiana University Press, 1994,  pp. 23-33, ISBN 963-7081-01-1.
- (EN) Timothy May, The Mongol Empire: A Historical Encyclopedia, II, ABC-CLIO, 2017, ISBN 978-16-10-69339-4.
- (EN) Miklós Molnár, A Concise History of Hungary, Cambridge University Press, 2001, ISBN 978-0-521-66736-4.
- Adriano Papo e Gizella Nemeth Papo, Storia e cultura dell'Ungheria: dalla preistoria del bacino carpatodanubiano all'Ungheria dei giorni nostri, Rubbettino, 2000, ISBN 978-88-72-84988-0.
- (EN) Victor Spinei, The Great Migrations in the East and South East of Europe from the Ninth to the Thirteenth Century, 2003, ISBN 978-973-85894-5-2.
- (EN) Peter F. Sugar e Péter Hanák, A History of Hungary, Indiana University Press, 1990, ISBN 978-02-53-20867-5.
- (EN) Tudor Sălăgean, Transylvania in the Second Half of the Thirteenth Century: The Rise of the Congregational System, BRILL, 2016, ISBN 978-90-04-24362-0.
- (EN) Carl Sverdrup, Numbers in Mongol Warfare, in Journal of Medieval Military History, n. 8, Boydell Press, 2010,  pp. 109-117, ISBN 978-1-84383-596-7.

| Controllo di autorità | J9U (EN, HE) 987007551925705171 |